# Élections législatives islandaises de 1979
Les élections législatives islandaises de 1979 se déroulent les 2 et 3 décembre 1979. Le Parti de l'indépendance reste le plus important parti du Parlement islandais, en gagnant 14 des 40 sièges de la Chambre basse de l'Althing.

## Résultats
| Partis                   | Partis                               | Voix    | %     | +/−  | Sièges par chambre | Sièges par chambre | Sièges par chambre | Sièges par chambre |
| Partis                   | Partis                               | Voix    | %     | +/−  | Basse              | +/−                | Haute              | +/−                |
| ------------------------ | ------------------------------------ | ------- | ----- | ---- | ------------------ | ------------------ | ------------------ | ------------------ |
|                          | Parti de l'indépendance (D)          | 43 838  | 35,42 | 2,7  | 14                 | en stagnation      | 7                  | 1                  |
|                          | Parti du progrès (B)                 | 30 861  | 24,94 | 8,04 | 11                 | 3                  | 6                  | 2                  |
|                          | Alliance du peuple (G)               | 24 401  | 19,72 | 3,15 | 7                  | 2                  | 4                  | 1                  |
|                          | Parti social-démocrate (A)           | 21 580  | 17,44 | 4,58 | 7                  | 2                  | 3                  | 2                  |
|                          | Voteurs indépendants du Sud (L)      | 1 484   | 1,20  | 0,82 | 1                  | 1                  | 0                  | en stagnation      |
|                          | Voteurs indépendants du Nord-Est (S) | 857     | 0,69  | Nv.  | 0                  | en stagnation      | 0                  | en stagnation      |
|                          | Ligue communiste révolutionnaire (R) | 480     | 0,39  | 0,24 | 0                  | en stagnation      | 0                  | en stagnation      |
|                          | L'Autre parti (H)                    | 158     | 0,13  | Nv.  | 0                  | en stagnation      | 0                  | en stagnation      |
|                          | Le Parti du Soleil (Q)               | 92      | 0,07  | Nv.  | 0                  | en stagnation      | 0                  | en stagnation      |
|                          |                                      |         |       |      |                    |                    |                    |                    |
| Votes valides            | Votes valides                        | 123 751 | 97,50 |      |                    |                    |                    |                    |
| Votes blancs et nuls     | Votes blancs et nuls                 | 3 178   | 2,50  |      |                    |                    |                    |                    |
| Total                    | Total                                | 126 929 | 100   | –    | 40                 | en stagnation      | 20                 | en stagnation      |
| Abstentions              | Abstentions                          | 15 144  | 10,66 |      |                    |                    |                    |                    |
| Inscrits / participation | Inscrits / participation             | 142 073 | 89,34 |      |                    |                    |                    |                    |